# Oxytropis nitens
Oxytropis nitens är en ärtväxtart som beskrevs av Porphir Kiril Nicolai Stepanowitsch Turczaninow. Oxytropis nitens ingår i släktet klovedlar, och familjen ärtväxter. Inga underarter finns listade i Catalogue of Life.